# 북위 49도
북위 49도는 적도에서 49도 북쪽을 지나는 위선이다. 유럽, 아시아, 태평양, 북아메리카, 대서양을 지난다.
이 위도에서 하지에는 태양이 16시간 12분, 동지에는 8시간 14분 비춘다.
본초 자오선에서 동쪽 방향으로, 북위 49도선은 다음 지역을 지난다.
| 좌표                                                    | 나라, 지역, 해역   | 주석 |
| ------------------------------------------------------- | ------------------ | --- |
| 북위 49° 0′ 동경 0° 0′  / 북위 49.000° 동경 0.000°      | 프랑스             | 바스노르망디 오트노르망디 일드프랑스 피카르디 샹파뉴아르덴 로렌 알자스 로렌 알자스 |
| 북위 49° 0′ 동경 8° 4′  / 북위 49.000° 동경 8.067°      | 독일               | 라인란트팔츠주 바덴뷔르템베르크주(카를스루에의 도심을 지난다) 바이에른주 |
| 북위 49° 0′ 동경 13° 24′  / 북위 49.000° 동경 13.400°   | 체코               | |
| 북위 49° 0′ 동경 15° 0′  / 북위 49.000° 동경 15.000°    | 오스트리아         | 약 4.8 km |
| 북위 49° 0′ 동경 15° 4′  / 북위 49.000° 동경 15.067°    | 체코               | 약 5 km |
| 북위 49° 0′ 동경 15° 8′  / 북위 49.000° 동경 15.133°    | 오스트리아         | 약 120 m |
| 북위 49° 0′ 동경 15° 8′  / 북위 49.000° 동경 15.133°    | 체코               | |
| 북위 49° 0′ 동경 17° 57′  / 북위 49.000° 동경 17.950°   | 슬로바키아         | |
| 북위 49° 0′ 동경 22° 32′  / 북위 49.000° 동경 22.533°   | 우크라이나         | |
| 북위 49° 0′ 동경 39° 42′  / 북위 49.000° 동경 39.700°   | 러시아             | 로스토프주 볼고그라드주 |
| 북위 49° 0′ 동경 46° 55′  / 북위 49.000° 동경 46.917°   | 카자흐스탄         | |
| 북위 49° 0′ 동경 86° 44′  / 북위 49.000° 동경 86.733°   | 중화인민공화국     | 신장 위구르 자치구 |
| 북위 49° 0′ 동경 87° 55′  / 북위 49.000° 동경 87.917°   | 몽골               | |
| 북위 49° 0′ 동경 116° 8′  / 북위 49.000° 동경 116.133°  | 중화인민공화국     | 내몽골 자치구 헤이룽장성 |
| 북위 49° 0′ 동경 130° 0′  / 북위 49.000° 동경 130.000°  | 러시아             | 아무르주 유대인 자치주 하바롭스크 지방 |
| 북위 49° 0′ 동경 140° 21′  / 북위 49.000° 동경 140.350° | 타타르 해협        | |
| 북위 49° 0′ 동경 142° 1′  / 북위 49.000° 동경 142.017°  | 러시아             | 사할린섬 |
| 북위 49° 0′ 동경 142° 57′  / 북위 49.000° 동경 142.950° | 오호츠크해         | 테르페니야만 |
| 북위 49° 0′ 동경 144° 26′  / 북위 49.000° 동경 144.433° | 러시아             | 사할린섬 |
| 북위 49° 0′ 동경 144° 27′  / 북위 49.000° 동경 144.450° | 오호츠크해         | 러시아 쿠릴 열도의 하림코탄섬과 예카르마섬 사이를 지난다. |
| 북위 49° 0′ 동경 154° 22′  / 북위 49.000° 동경 154.367° | 태평양             | |
| 북위 49° 0′ 서경 125° 41′  / 북위 49.000° 서경 125.683° | 캐나다             | 브리티시컬럼비아주 - 밴쿠버섬과 테티스섬, 갈리아노섬 |
| 북위 49° 0′ 서경 123° 34′  / 북위 49.000° 서경 123.567° | 조지아 해협        | |
| 북위 49° 0′ 서경 123° 5′  / 북위 49.000° 서경 123.083°  | 미국               | 워싱턴주 포인트로버츠 |
| 북위 49° 0′ 서경 123° 2′  / 북위 49.000° 서경 123.033°  | 바운더리만         | 세미마우만 |
| 북위 49° 0′ 서경 122° 45′  / 북위 49.000° 서경 122.750° | 캐나다 / 미국 국경 | 워싱턴주 / 브리티시컬럼비아주 아이다호주 / 브리티시컬럼비아주 몬태나주 / 브리티시컬럼비아주 몬태나주 / 앨버타주 몬태나주 / 서스캐처원주 노스다코타주 / 서스캐처원주 노스다코타주 / 매니토바주 미네소타주 / 매니토바주 |
| 북위 49° 0′ 서경 95° 17′  / 북위 49.000° 서경 95.283°   | 우즈호             | |
| 북위 49° 0′ 서경 94° 25′  / 북위 49.000° 서경 94.417°   | 캐나다             | 온타리오주 퀘벡주 |
| 북위 49° 0′ 서경 68° 38′  / 북위 49.000° 서경 68.633°   | 세인트로렌스강     | |
| 북위 49° 0′ 서경 66° 58′  / 북위 49.000° 서경 66.967°   | 캐나다             | 퀘벡주 - 가스페반도 |
| 북위 49° 0′ 서경 64° 24′  / 북위 49.000° 서경 64.400°   | 세인트로렌스만     | 캐나다 퀘벡주의 앙티코스티섬 바로 남쪽을 지닌다. |
| 북위 49° 0′ 서경 58° 31′  / 북위 49.000° 서경 58.517°   | 캐나다             | 뉴펀들랜드 래브라도주 - 뉴펀들랜드섬 |
| 북위 49° 0′ 서경 53° 44′  / 북위 49.000° 서경 53.733°   | 대서양             | |
| 북위 49° 0′ 서경 5° 38′  / 북위 49.000° 서경 5.633°     | 영국 해협          | 생말로만 - 저지섬 바로 남쪽을 지난다. |
| 북위 49° 0′ 서경 1° 33′  / 북위 49.000° 서경 1.550°     | 프랑스             | 바스노르망디 |

## 미국-캐나다 국경

북위 49도는 미국과 캐나다의 국경을 이룬다

미국-캐나다 국경의 서부 구간으로 미국 본토와 캐나다 국경의 절반가량을 차지한다. 단순히 미국-캐나다 국경을 북위 49도라고 지칭하기도 한다. 그러나 캐나다인의 2/3은 북위 49도 이남에 살고 있다. 1909년 미국과 캐나다는 19세기 중반 측량한 국경선이 실제 북위 49도와 조금 맞지 않더라도 계속 19세기 중반 측량한 선을 국경으로 삼기로 합의하였다.

## 같이 보기
- 남위 49도
- 북위 48도
- 북위 50도
- 오리건 조약